# Kawano Ryosuke
Kawano Ryosuke (河野 諒祐 Kawano Ryōsuke, sinh ngày 24 tháng 12 năm 1994) là một cầu thủ bóng đá người Nhật Bản. Anh thi đấu cho YSCC Yokohama.

## Sự nghiệp thi đấu
Kawano Ryosuke thi đấu cho câu lạc bộ tại J1 League; Shonan Bellmare năm 2013. Vào mùa giải 2014, anh chuyển đến câu lạc bộ J3 League; Fukushima United FC. Vào tháng 1 năm 2018, sau 3 mùa giải với Verspah Oita, anh ký hợp đồng với YSCC Yokohama.

## Thống kê câu lạc bộ
Cập nhật đến ngày 20 tháng 2 năm 2018.

| Mùa giải            | Câu lạc bộ          | Giải vô địch        | Số trận      | Bàn thắng    | Số trận               | Bàn thắng             | Số trận   | Bàn thắng |
| Nhật Bản            | Nhật Bản            | Nhật Bản            | Giải vô địch | Giải vô địch | Cúp Hoàng đế Nhật Bản | Cúp Hoàng đế Nhật Bản | Tổng cộng | Tổng cộng |
| ------------------- | ------------------- | ------------------- | ------------ | ------------ | --------------------- | --------------------- | --------- | --------- |
| 2013                | Shonan Bellmare     | J1 League           | 1            | 0            | 0                     | 0                     | 1         | 0         |
| 2014                | Fukushima United FC | J3 League           | 4            | 0            | -                     | -                     | 4         | 0         |
| 2015                | Verspah Oita        | JFL                 | 14           | 1            | 1                     | 0                     | 15        | 1         |
| 2016                | Verspah Oita        | JFL                 | 29           | 1            | –                     | –                     | 29        | 1         |
| 2017                | Verspah Oita        | JFL                 | 28           | 2            | 2                     | 0                     | 30        | 2         |
| Tổng cộng sự nghiệp | Tổng cộng sự nghiệp | Tổng cộng sự nghiệp | 76           | 4            | 3                     | 0                     | 79        | 4         |